# Getholmen, Kimitoön
Getholmen är en ö i Finland. Den ligger i sjön Björkboda träsk och i kommunen Kimitoön i den ekonomiska regionen  Åboland  och landskapet Egentliga Finland, i den södra delen av landet, 130 km väster om huvudstaden Helsingfors. Öns area är 0,2 hektar och dess största längd är 70 meter i nord-sydlig riktning.